# Old and New Dreams
Old and New Dreams è stato un quartetto jazz attivo tra il 1976 e il 1987 formato da Dewey Redman al sassofono tenore, Don Cherry alla cornetta, Charlie Haden al contrabbasso e Ed Blackwell alla batteria. Il gruppo ha origine dall'esperienza di tutti i membri con il sassofonista Ornette Coleman che negli anni sessanta aveva dato l'impulso all'allora nascente stile free jazz con l'album omonimo pubblicato nel 1961 e in cui sono presenti Cherry, Haden e Blackwell. Anche Redman collaborò successivamente con Coleman tra il 1968 al 1972, comparendo in alcune incisioni di quegli anni. Questo legame è evidente anche dai brani suonati dal quartetto, esclusivamente composizioni originali o di Ornette dei primi anni sessanta. 
Diversi anni dopo l'ultimo concerto del gruppo, nel 2018, Joshua Redman rende omaggio al padre e alla storica formazione nell'album  Still Dreaming in cui sono presenti reinterpretazioni di Comme Il Faut di Coleman e di Playing di Charlie Haden.

## Discografia

### In studio
- Old and New Dreams (1977) - Black Saint
- Old and New Dreams (1979) - ECM

### Live
- Playing (1980) - ECM
- A Tribute to Blackwell (1987) - Black Saint